# جزيرة غراهام
جزيرة غراهام (Graham Island) هي أكبر جزيرة في أرخبيل هايدا غواي (سابقا جزر الملكة شارلوت)، وتقع قبالة ساحل كولومبيا البريطانية، كندا. لا تفصلها سوى قناة ضيقة عن الجزيرة الرئيسية الأخرى للمجموعة، وهي جزيرة مورسبي («غواي هاناس» بلغة شعب هايدا). ويبلغ عدد سكانها 4,475 (تعداد عام 2001)، وهي منطقة تبلغ مساحتها 6,361 كـم2 (2,456 ميل2)، وكانت تعتبر أكبر جزيرة في العالم في القرن الـ11 وأكبر جزيرة في كندا.
تم تسمية جزيرة غراهام في عام 1853 من قبل جيمس تشارلز بريفوست، قائد إتس إم إس فيراقو، على اسم السير جيمس غراهام، البارونت الثاني، والذي كان أول لورد من الأدميرالية في ذلك الوقت.